# 傑克·麥克勞林
傑克·麥克勞林（英語：Jack McLoughlin，1995年2月1日—）是澳大利亞的一位游泳運動員，主要擅長自由泳。他代表澳大利亞參加了2016年奧運會男子1500米自由泳的賽事，在預賽中排名第9。